# Greta Thunberg
Greta Tintin Eleonora Ernman Thunberg (n. 3 ianuarie 2003, Stockholm, Suedia) este o activistă de mediu suedeză care încearcă să oprească încălzirea globală și schimbările climatice. În august 2018, a devenit o figură proeminentă pentru începerea primei greve școlare pentru climă, în față clădirii parlamentului suedez. În noiembrie 2018, ea a vorbit la TEDxStockholm; în decembrie același an s-a adresat Conferinței Națiunilor Unite pentru Schimbările Climatice, iar în ianuarie 2019 a fost invitată să vorbească la Forumul Economic Mondial de la Davos.

## Copilăria
Greta Thunberg s-a născut la 3 ianuarie 2003. Mama ei este cântăreața suedeză de operă Malena Ernman, iar tatăl ei este actorul Svante Thunberg, numit așa după ruda lui îndepărtată Svante Arrhenius. Bunicul ei este actorul și regizorul Olof Thunberg.
În decembrie 2018, Thunberg s-a descris ca fiind "diagnosticată cu sindromul Asperger, tulburare obsesiv-compulsivă (TOC) și mutism selectiv". Pentru a diminua amprenta de carbon a familiei, ea a insistat ca ei sa devină vegani și să renunțe la zborurile cu avionul.

## Grevele elevilor pentru climă

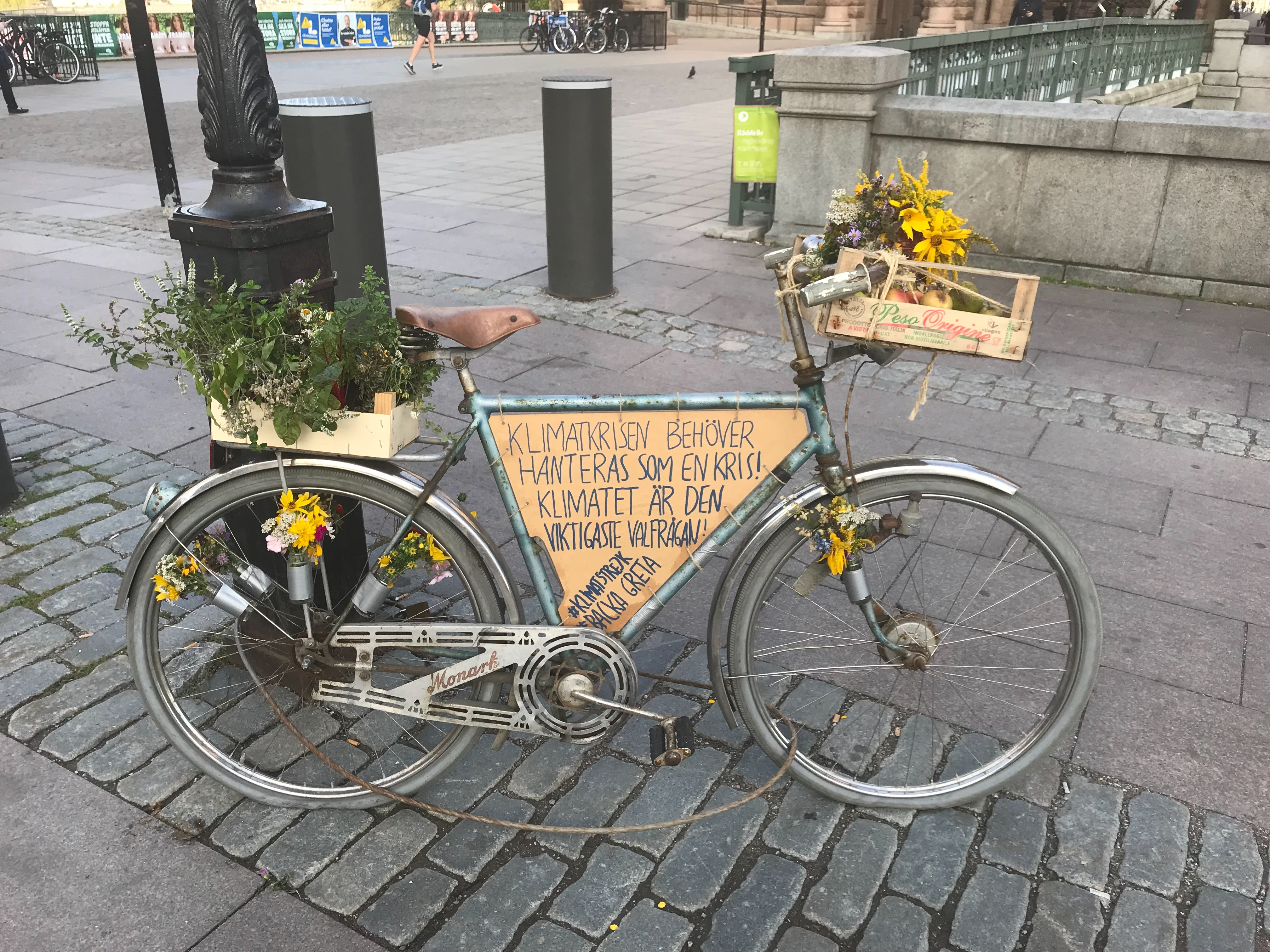
Greta Thunberg la Stockholm pe 11 septembrie 2018: "Criza climatică trebuie tratată ca o criză! Clima este cea mai importantă problemă!"

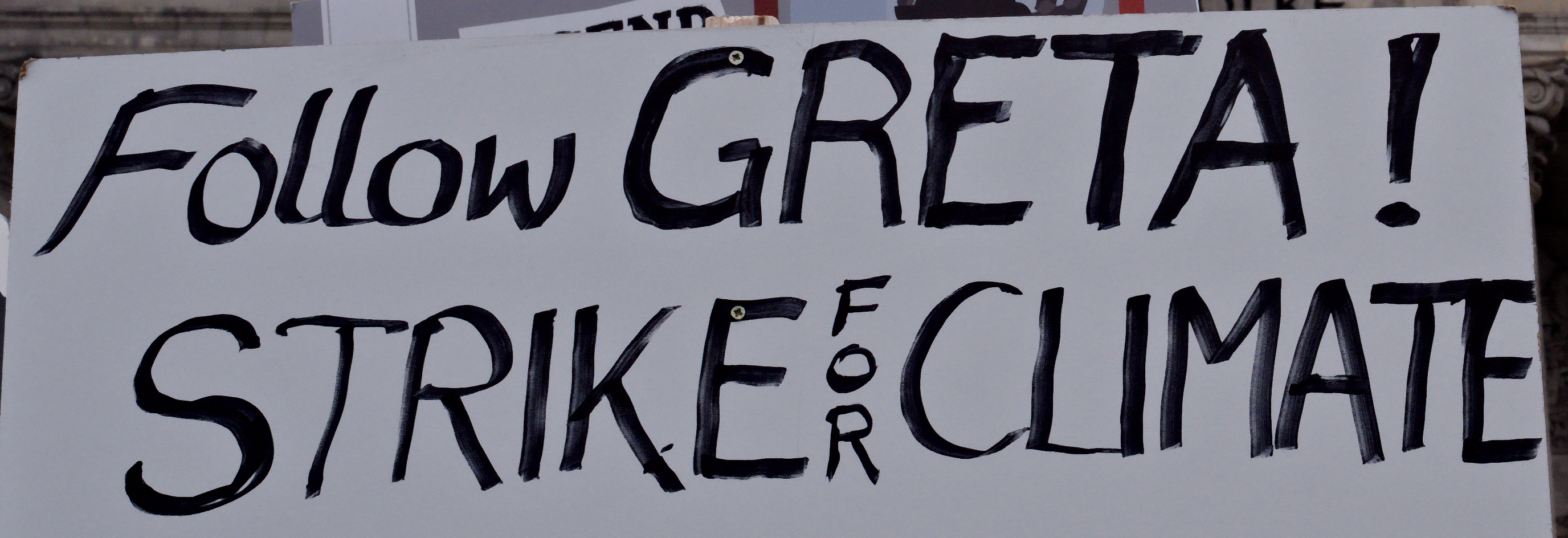
Semnează "Urmează Greta! Grevă pentru Climă" la Berlin (14 decembrie 2018).

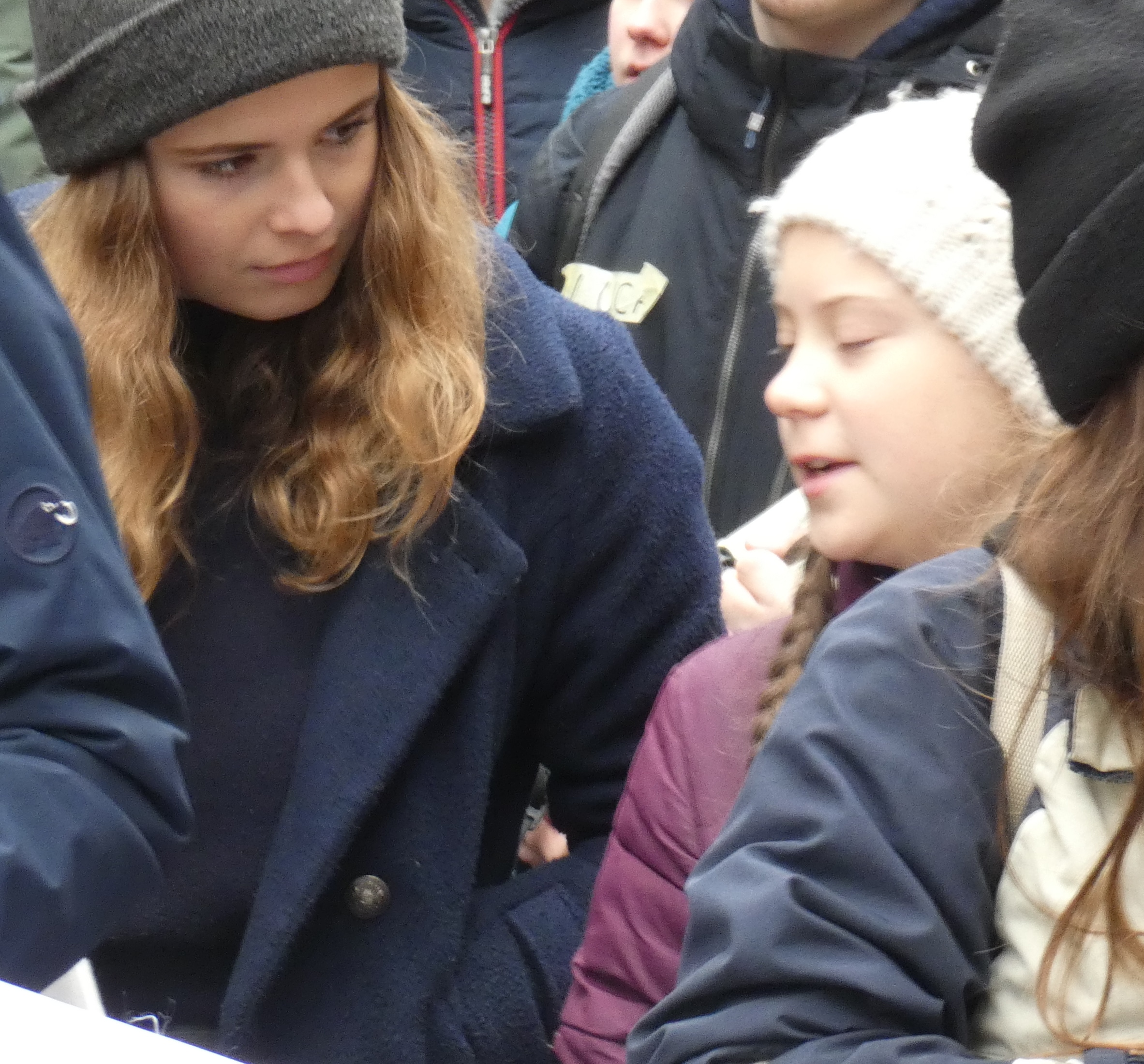
Thunberg cu activistul climatic german Luisa Neubauer la o grevă în Hamburg

La 20 august 2018, Thunberg, elevă pe atunci în clasa a IX-a, a decis să nu meargă la școală până la alegerile generale din Suedia din 2018, pe 9 septembrie, după valuri de căldură și incendii în Suedia. Ea solicita ca guvernul suedez să reducă emisiile de carbon în conformitate cu Acordul de la Paris și a protestat în fiecare zi în timpul orelor de școală, în fața Riksdagului, cu semnul Skolstrejk för klimatet (Grevă școlară pentru climă). După alegerile generale, ea a continuat să facă grevă doar vineri, câștigând atenție mondială. Ea a inspirat elevii din întreaga lume să participe la greve școlare. În decembrie 2018, peste 20.000 de elevi au făcut greve în cel puțin 270 de orașe. Thunberg creditează activiștii adolescenți de la Școala Parkland din Florida, care a organizat luna Martie pentru viața noastră, ca sursă de inspirație pentru începerea grevei școlare pentru climat.

## Premii și titluri
Greta Thunberg a fost unul dintre câștigătorii dezbaterii din Svenska Dagbladet privind scrierea unui articol pentru tineri despre climat în mai 2018. Thunberg a fost nominalizată pentru Premiul companiei electrice Telge Energi pentru copii și tineri care promovează dezvoltarea durabilă, Premiul pentru copii pentru climat, dar l-a refuzat deoarece finaliștii ar fi trebuit să zboare spre Stockholm. În noiembrie 2018, ea a obținut bursa Fryshuset a Rolul Tânărului  Model al Anului. În decembrie 2018, revista Time o numește pe Thunberg unul dintre cei mai influenți adolescenți din lume în 2018. Cu ocazia Zilei Internaționale a Femeii, Thunberg a fost proclamată cea mai importantă femeie a anului în Suedia în 2019. Premiul s-a bazat pe un sondaj realizat de institutul Inizio, în numele ziarului Aftonbladet. Trei parlamentari norvegieni au nominalizat-o pe Thunberg pentru Premiul Nobel pentru Pace din 2019.

## Controversa privind afilierile
După ce greva școlară pentru climă a obținut un impuls, Thunberg a devenit o țintă a eforturilor de a o discredita sau de a profita de profilul său înalt. La sfârșitul lui 2018, Ingmar Rentzhog, fondatorul Fundației non-profit We Do not Time (WDHT), a recrutat-o pe Thunberg consilier neremunerat pentru tineret și a folosit numele și imaginea lui Thunberg fără cunoștința sau permisiunea acesteia de a ridica milioane pentru WDHT's, filiala cu profit We Don't Have Time AB, la care Rentzhog este CEO. Thunberg nu a primit bani de la companie.  Ea și-a încheiat rolul de consilier voluntar la WDHT, declarând că "nu face parte din nici o organizație ... sunt absolut independentă ... (și) fac ceea ce fac complet gratuit".

## Legături externe
- Materiale media legate de Greta Thunberg la Wikimedia Commons
- Citate legate de Greta Thunberg la Wikicitat
- Greta Thunberg pe Facebook
- Greta Thunberg pe Twitter
- Greta Thunberg pe Instagram